# Władysław Frasyniuk
Władysław Frasyniuk (f. 25. november 1954 i Wrocław) er tidligere aktivist for fagforeningen Solidarność, polsk politiker og tidligere formand for det Demokratiske Parti – demokraci.pl. 